# سوو حووزی
سوو حووزی (به ازبکی: Suv hovuzi) یک منطقهٔ مسکونی در ازبکستان است که در شهرستان کته‌قورغان واقع شده‌است. سوو حووزی ۴٬۶۶۸ نفر جمعیت دارد.